# Dorothy Kozak
Dorothy Kozak, född 17 april 1932, död 14 juni 2009, var en friidrottare från Kanada. Hon deltog vid olympiska sommarspelen 1956.